# Rosario Mining Company
De Rosario Mining Company was een Amerikaans mijnbouwbedrijf dat zich in 1880 vestigde in het dorpje San Juancito in Honduras. Hier werd grootscheeps gedolven naar goud en zilver. Het hoogtepunt van de industrie lag rond de jaren twintig van de 20e eeuw. Het bedrijf bood toen werkgelegenheid aan meer dan 3000 mensen. De Mining Company bouwde huizen en kantoren, groef tunnels en bouwde wegen. San Juancito kreeg door de aanwezigheid van de Rosario Mining Company elektriciteit nog voordat de nabijgelegen hoofdstad Tegucigalpa dat kreeg, de eerste ambassade van de Verenigde Staten vestigde zich in het dorp en ook andere industrieën, zoals een grote frisdrankbottelaar, werden aangetrokken.
De activiteiten van de Rosario Mining Company deden grote schade aan de natuurlijke omgeving rond San Juancito. Afgravingen en houtkap ten behoeve van de technische installaties hadden tot gevolg dat een groot deel van het nevelwoud rond San Juancito ernstig beschadigd raakte. 
In 1954 vertrok de Rosario Mining Company, omdat de mijnen waren uitgeput. 